# Orphie
Taxons concernés
Dans la famille des Belonidae :
- Les genres :
  - Ablennes
  - Belone
  - Platybelone
  - Strongylura
  - Tylosurus

Dans la famille des Scomberesocidae :
- Les genres :
  - Cololabis
  - Scomberesoxmodifier

Le mot Orphie est un terme du vocabulaire courant qui désigne plusieurs espèces de poissons marins au corps allongé et au museau en pointe, de l'ordre des Beloniformes. Ce nom ne correspond pas à un niveau précis de classification scientifique des espèces. C'est-à-dire qu'il s'agit d'un nom vernaculaire dont le sens est ambigu en biologie car il désigne seulement une partie des différentes espèces de poissons classées dans l'ordre des Beloniformes. Cet ordre regroupe en effet à la fois l'Orphie et le Poisson volant commun (Exocoetus volitans). Le plus souvent toutefois, en disant « Orphie » une majorité de francophones fait référence à Belone belone.

## Espèces appelées simplement «Orphie»
- Belone belone[1],[2],[3]
- Belone belone belone (Linnaeus, 1760)[3]
- Belone euxini Günther, 1866[3]
- Belone svetovidovi Collette & Parin, 1970[3]
- Cololabis saira[1],[3]
- Strongylura leiura[1],[2],[3]
- Tylosurus acus imperialis[1],[3]
- Tylosurus acus acus[1]
- Tylosurus crocodilus[1],[3]
- Tylosurus imperialis (Rafinesque, 1810)[2]

## Espèces appelées «Orphie» suivi d'un adjectif
- Grande orphie - Tylosurus acus (Lacepède, 1803)[2],  Tylosurus acus acus [3]
- Orphie coutelas - Ablennes hians (Valenciennes, 1846)[3]
- Orphie crocodile - Tylosurus crocodilus (Péron & Lesueur, 1821)[2], Tylosurus crocodilus crocodilus (Péron & Lesueur, 1821)[2]
- Orphie carène - Platybelone argalus (Lesueur, 1821)[2], Platybelone argalus argalus (Lesueur, 1821)[2],[3], Platybelone argalus platyura (Bennett, 1832)[2],[3], Platybelone argalus pterura (Osburn & Nichols, 1916)[2],[3], Platybelone argalus annobonensis Collette & Parin, 1970[3]
- Orphie carénée - Platybelone argalus (Lesueur, 1821)[2], Platybelone argalus platyura (Bennett, 1832)[2]
- Orphie-maquereau - Scomberesox saurus (Walbaum, 1792)[3], Scomberesox saurus saurus (Walbaum, 1792)[2],[3]
- Orphie plate - Ablennes hians (Valenciennes, 1846)[2]